# ژانگ فان
ژانگ فان (انگلیسی: Zhang Fan؛ زادهٔ ۲۲ اوت ۱۹۸۴) بازیکن بسکتبال اهل چین است.
وی در مسابقات کشوری و بین‌المللی در مجموع برندهٔ ۶ مدال طلا، ۳ مدال نقره شده‌است.